# 林泽生
林泽生（1918年8月—2003年12月7日），河北省承德市人，中华人民共和国工程师、政治人物。

## 生平

### 民国时期
早年参加一二·九运动。1937年，加入中国共产党。1937年2月至1938年8月，任南京“青年战地服务训练班”党支部书记，河南第一战区政训处及禹县民运指导员。1938年9月至1949年5月，先后任河南西华县委宣传部部长、特委机关总支书记，安徽淮北县委、河南永城县委宣传部部长，蒙城县委书记，泗宿县公安局长，淮北四地委社会部长、专署公安局长，中共淮北二地委社会部部长。1945年后，担任黑龙江三肇地委社会部部长、肇东县委书记，抗日战争结束后为接收安达，在驻地肇东县昌五街组成了中共安达县工作委员会，林泽生任工委书记。11月至12月，出任中共安达县委书记，后又返回肇东。1947年7月至1949年2月，担任吉林扶余县委书记。

### 共和国时期
1949年5月后，历任东北工业部人事处处长、办公室主任，中央重工业部办公厅副主任、研究室主任、部长助理，冶金工业部部长助理。1960年期间，带队治理铜陵有色、白银有色、郑州铝厂、山东铝厂等企业管理问题。1978年10月30日，任命冶金工业部副部长。1983年4月至1994年1月，出任中国有色金属工业总公司副董事长、党组副书记、纪检组组长。
此外他还担任第六、第七届全国政协委员等职。1994年1月离休。2003年12月7日，在北京逝世，享年85岁。